# جریان برزیل

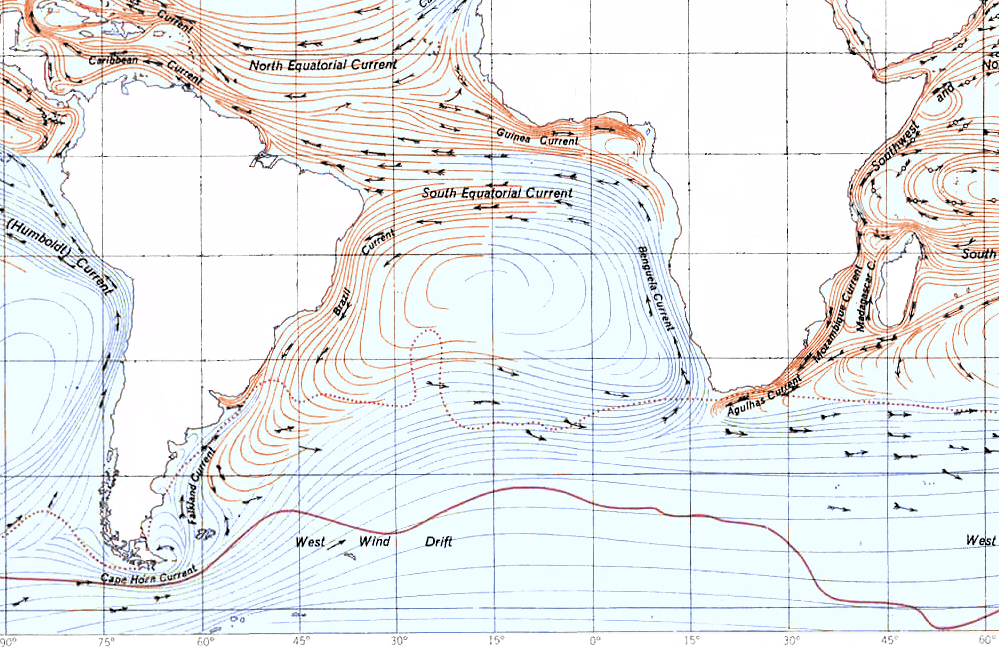
جریان اقیانوسی برزیل

جریان برزیل یک جریان اقیانوسی آب گرم است که از شمال به سمت جنوب جریان دارد. این جریان در اثر تغییر جهت بخشی از جریان استوایی جنوبی اطلس پس از برخورد به قاره امریکای جنوبی ایجاد می شود. این جریان هم مانند گلف استریم از جریان های ساحلی غربی است ام در بین جریان های ساحلی غربی که عموما عمیق و قوی هستند،این جریان به شکل قابل ملاحظه ای ضعیف تر و کم عمق تر است.